# Hockey de aire
El aero-jóquey, aero-hockey o hockey de aire es un deporte de salón y de precisión en el cual dos personas o dos parejas (dobles) compiten sobre una mesa de hockey de aire, utilizando mazos para impulsar el uso de un disco, con la finalidad de anotar goles en la portería contraria. 

## Material
Para jugar al aero-jóquey se necesita una mesa del juego, mazos y un disco.
Actualmente, las únicas mesas aprobadas para jugar por la United States Air Hockey Association, son las mesas Dynamo, de 2,44 metros de longitud, entre las cuales encontramos la "Photon", la "Pro-Style", la "Blue-Top", la "Brown Top", la "Purple Top" y la "Black Top" sin las líneas de juego dibujadas.

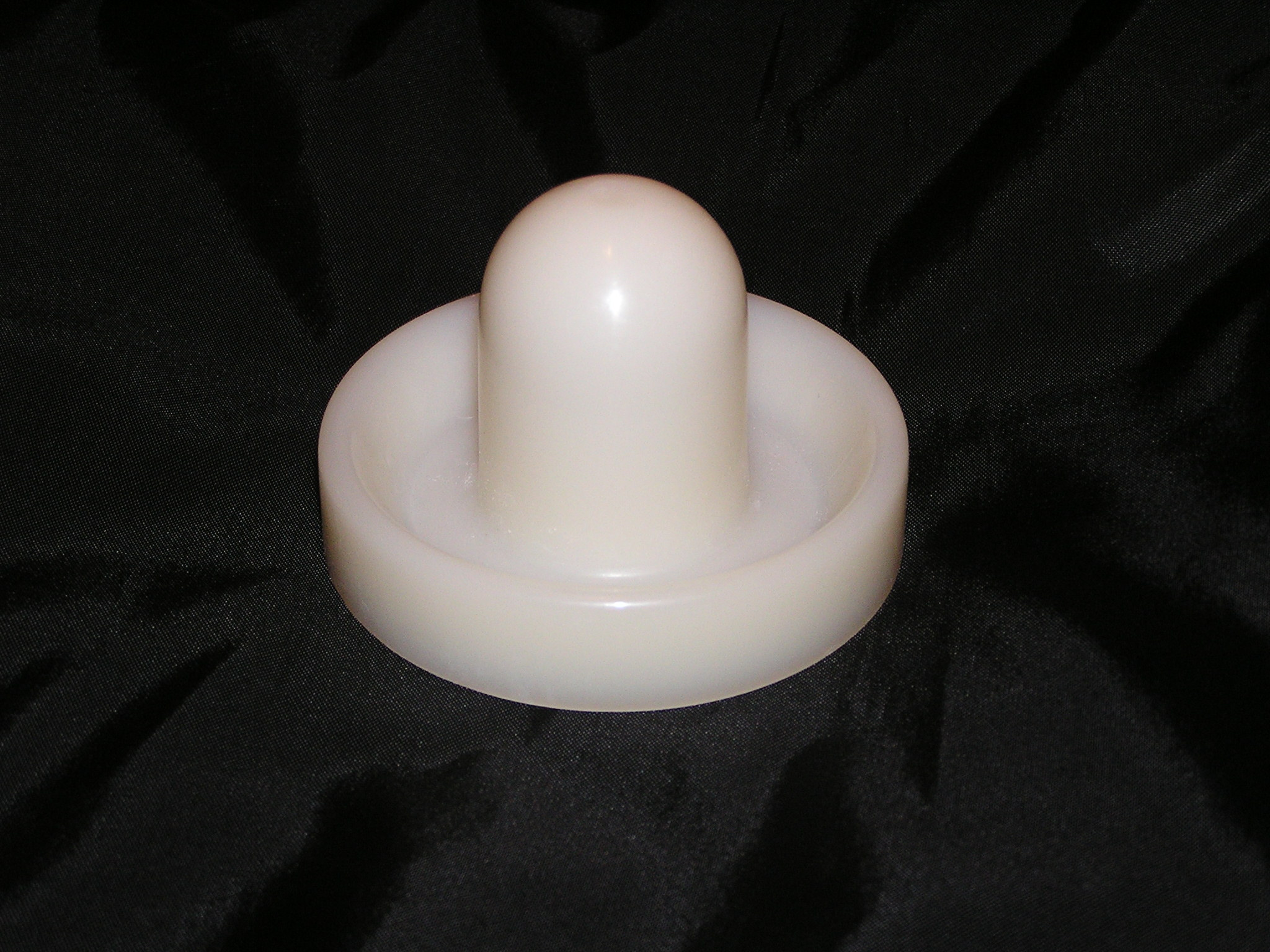
Mazo de hockey de aire high top.

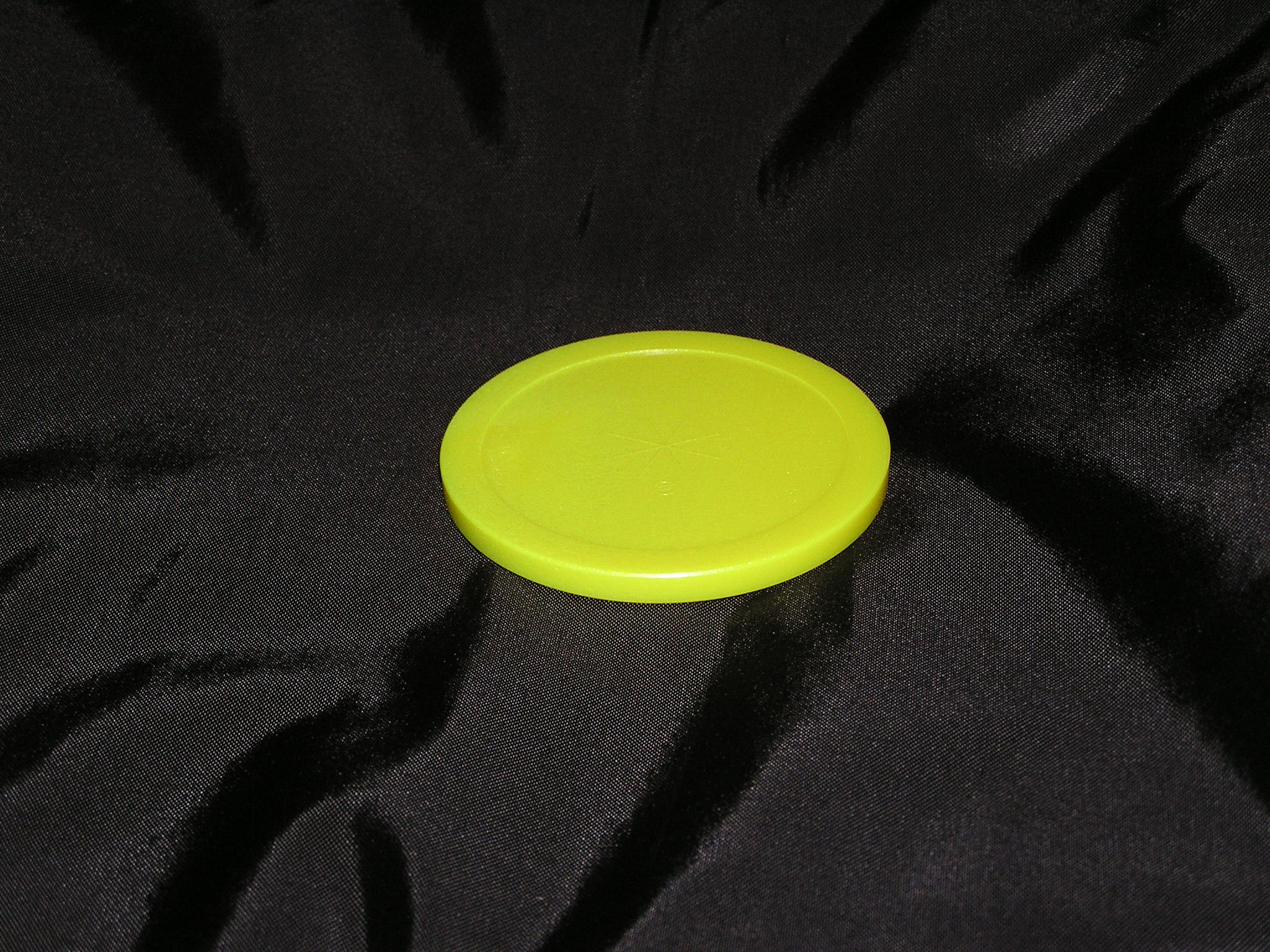
Disco oficial lexan.

Los mazos oficiales deben tener las siguientes características:
- Peso: como máximo 170,1 g.
- Diámetro: como máximo 10,32 cm.
- Color: el mazo puede ser de cualquier color, excepto el borde exterior, que tiene que ser de un color diferente que la superficie de la mesa.
- Material: tiene que ser todo del mismo material.
- Otros:
  - Tiene que ser uniforme y simétrico a través de su circunferencia.
  - No se puede alterar o desgastar un mazo para modificar el ángulo de contacto con la mesa.

Podemos encontrar, principalmente, dos tipos de mazos: los mazos altos (high top) y los mazos planos (low top). Generalmente, los mazos se fabrican en los Estados Unidos, pero hay un modelo de mazo plano oficial que se fabrica en Tarrasa.
Los discos aprobados por la "USAA" y por la "AHC" son los modelos "Lexan", y pueden ser de color rojo, amarillo, o verde. Por su similitud con los discos de tejo, en Argentina se llama tejo al deporte.

## Historial de competiciones internacionales

### Campeonatos del mundo
| Año  | Lugar             | Campeón          | Subcampeón       | Tercer clasificado |
| ---- | ----------------- | ---------------- | ---------------- | ------------------ |
| 1978 | Houston, TX       | Jesse Douty      | Phil Arnold      | Rolf Moore         |
| 1979 | Houston, TX       | Jesse Douty      | Phil Arnold      | Joe Campbell       |
| 1980 | State College, PA | Jesse Douty      | Phil Arnold      | Joe Campbell       |
| 1980 | Houston, TX       | Jesse Douty      | Robert Hernández | Mark Robbins       |
| 1981 | Chicago, IL       | Bob Dubuisson    | Paul Burger      | Jesse Douty        |
| 1981 | Boulder, CO       | Jesse Douty      | Bob Dubuisson    | Paul Marshall      |
| 1982 | Boulder, CO       | Jesse Douty      | Mark Robbins     | Bob Dubuisson      |
| 1983 | Houston, TX       | Jesse Douty      | Mark Robbins     | Bob Dubuisson      |
| 1983 | Boulder, CO       | Bob Dubuisson    | Jesse Douty      | Phil Arnold        |
| 1984 | Houston, TX       | Jesse Douty      | Phil Arnold      | Mark Robbins       |
| 1984 | Boulder, CO       | Mark Robbins     | Robert Hernández | Bob Dubuisson      |
| 1985 | Houston, TX       | Bob Dubuisson    | Robert Hernández | Vince Schappell    |
| 1985 | Boulder, CO       | Bob Dubuisson    | Robert Hernández | Mark Robbins       |
| 1986 | Houston, TX       | Robert Hernández | Bob Dubuisson    | Mark Robbins       |
| 1986 | Boulder, CO       | Mark Robbins     | Bob Dubuisson    | Robert Hernández   |
| 1987 | Houston, TX       | Robert Hernández | Jesse Douty      | Phil Arnold        |
| 1987 | Boulder, CO       | Jesse Douty      | Mark Robbins     | Robert Hernández   |
| 1988 | Houston, TX       | Jesse Douty      | Bob Dubuisson    | Robert Hernández   |
| 1988 | Boulder, CO       | Jesse Douty      | Bob Dubuisson    | Joe Campbell       |
| 1989 | Houston, TX       | Tim Weissman     | Bob Dubuisson    | Jesse Douty        |
| 1989 | Houston, TX       | Tim Weissman     | Jesse Douty      | Robert Hernández   |
| 1990 | Loveland, CO      | Tim Weissman     | Jesse Douty      | Robert Hernández   |
| 1990 | Mountainview, CA  | Tim Weissman     | Phil Arnold      | Mark Robbins       |
| 1991 | San Jose, CA      | Tim Weissman     | Mark Robbins     | Robert Hernández   |
| 1991 | Houston, TX       | Tim Weissman     | Jesse Douty      | Albert Ortiz       |
| 1992 | Houston, TX       | Tim Weissman     | Robert Hernández | Mark Robbins       |
| 1993 | Santa Clara, CA   | Tim Weissman     | Keith Fletcher   | Vince Schappell    |
| 1993 | Voorhees, NJ      | Tim Weissman     | Andy Yevish      | Keith Fletcher     |
| 1994 | Santa Clara, CA   | John Giraldo     | Mark Robbins     | Tim Weissman       |
| 1995 | Denver, CO        | Billy Stubbs     | Wil Upchurch     | Don James          |
| 1996 | Houston, TX       | Tim Weissman     | Wil Upchurch     | Andy Yevish        |
| 1997 | Houston, TX       | Wil Upchurch     | Tim Weissman     | Jesse Douty        |
| 1998 | Santa Cruz, CA    | José Mora        | Pedro Otero      | Tim Weissman       |
| 1999 | Arlington, TX     | José Mora        | Pedro Otero      | Jimmy Heilander    |
| 2000 | Las Vegas, NV     | José Mora        | Pedro Otero      | Tim Weissman       |
| 2001 | Houston, TX       | Danny Hynes      | Tim Weissman     | José Mora          |
| 2002 | Littleton, CO     | Danny Hynes      | Ehab Shoukry     | Billy Stubbs       |
| 2003 | Las Vegas, NV     | Ehab Shoukry     | José Mora        | Andy Yevish        |
| 2004 | Las Vegas, NV     | Danny Hynes      | Andy Yevish      | Anthony Marino     |
| 2004 | Naperville, IL    | Danny Hynes      | Ehab Shoukry     | Don James          |
| 2005 | Las Vegas, NV     | Danny Hynes      | Billy Stubbs     | Anthony Marino     |
| 2006 | Las Vegas, NV     | Danny Hynes      | Wil Upchurch     | Davis Lee Huynh    |
| 2007 | Las Vegas, NV     | Davis Lee Huynh  | Keith Fletcher   | Ehab Shoukry       |
| 2007 | Naperville, IL    | Wil Upchurch     | Davis Lee Huynh  | Keith Fletcher     |
| 2008 | Las Vegas, NV     | Danny Hynes      | Ehab Shoukry     | José Mora          |
| 2009 | -                 | Ehab Shoukry     | Davis Lee        | Keith Fletcher     |
| 2010 | -                 | Davis Lee        | Billy Stubbs     | Anthony Marino     |
| 2011 | -                 | Danny Hynes      | Ehab Shoukry     | Billy Stubbs       |
| 2011 | -                 | Danny Hynes      | Ehab Shoukry     | Billy Stubbs       |
| 2012 | -                 | Billy Stubbs     | Danny Hynes      | Ehab Shoukry       |
| 2012 | -                 | Billy Stubbs     | Ehab Shoukry     | Tim Weissman       |
| 2013 | -                 | Danny Hynes      | Davis Lee        | Pedro Otero        |
| 2014 | -                 | Billy Stubbs     | Davis Lee        | Danny Hynes        |
| 2015 | -                 | Colin Cummings   | Pedro Otero      | Danny Hynes        |

Campeonato del Mundo de AHPA
| Año  | Campeón        | Subcampeón      | Tercer clasificado |
| ---- | -------------- | --------------- | ------------------ |
| 2015 | Colin Cummings | Billy Stubbs    | Brian Accrocco     |
| 2016 | Colin Cummings | Brian Accrocco  | Doug Howard        |
| 2017 | Colin Cummings | Vincent Sauceda | Brian Accrocco     |
| 2018 | Colin Cummings | Vincent Sauceda | Danny Hynes        |
| 2019 | Colin Cummings | Vincent Sauceda | Keith Fletcher     |

### Otras competiciones fuera de los Estados Unidos
Las primeras competiciones oficiales de hockey de aire fuera de los Estados Unidos se jugaron en Venezuela, a mediados de los años 90. Rápidamente el grupo de jugadores venezolanos fue creciendo, hasta llegar a la cifra de más de 60 jugadores en sus torneos semanales. Después de la primera participación en el Campeonato Mundial, el hockey de aire venezolano dio un gran salto en este deporte, donde José Mora y Pedro Otero dominaron el podio del Campeonato Mundial entre los años 1998 y 2000. José Mora fue campeón mundial en tres ediciones del campeonato consecutivas (1998, 1999 y 2000), convirtiéndose en el primer jugador que no era de origen estadounidense en ganar este título. Sin embargo, el año 2000 marcó un punto de inflexión en la evolución del aero-hockey  venezolano. Diversos factores, entre los que destacan la situación social del país, provocó que muchos de los jugadores clave se retiraran y otros muchos emigraran al extranjero (como José Mora, que emigró a Houston, Estados Unidos, Pedro Otero y Emilio Araujo que emigraron a España). Desde entonces, no se han vuelto a celebrar nuevas competiciones en Venezuela, y no se han vuelto a conseguir los mismos éxitos a nivel internacional.

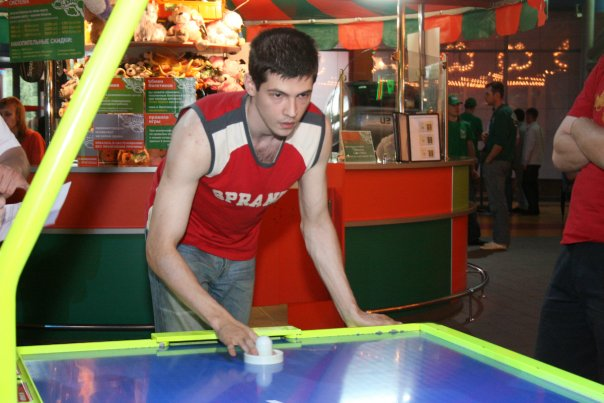
Jugador profesional de aero-jóquey

En el año 2003 comenzaron a disputarse las primeras competiciones oficiales en Barcelona (España), marcando el nacimiento del hockey de aire europeo. De hecho, desde 1997 se jugaron, anualmente, campeonatos en Cataluña, pero sin seguir las reglas oficiales de la "USAA". En 2003 se fundó la asociación "Aero-Hockey Catalunya", que consiguió unos promedios de participación de 20 jugadores por torneo. Con las competiciones locales ya consolidadas, en 2005, Aero-Hockey Catalunya comenzó a promover torneos promocionales en otras ciudades españolas, como Sevilla, Vélez-Málaga o Madrid.
Ese mismo año, un nuevo grupo surgió en San Petersburgo (Rusia), tomando la iniciativa la Asociación Rusa de Hockey Mesa (RTHA), una asociación que organiza competiciones de otras disciplinas deportivas sobre mesa, como el billar, o el hockey sobre mesa. La RTHA, siguiendo los pasos de los jugadores catalanes, ya ha puesto en marcha varios torneos con altas tasas de participación, y ha celebrado su primer campeonato nacional el 28 de mayo de 2006.
En marzo de 2006 tuvo lugar un nuevo hito para el aero-jóquey europeo, con la participación del primer jugador europeo, el español Mauro Sturlese, en el Campeonato Mundial de Las Vegas, donde acabó en la posición 31 de 60 participantes. En noviembre del mismo año tuvo lugar en Sabadell el primer campeonato de Europa de este deporte, en el que participaron jugadores de España (Cataluña y Andalucía), la República Checa y Estados Unidos. La victoria en el torneo individual fue para el estadounidense de origen serbio Goran Mitic, mientras que el campeón europeo fue el español José Luis Camacho. En la modalidad por equipos, Cataluña (España) se proclamó campeona de Europa al derrotar en la final a la República Checa. En el año 2007 se han constituido tres nuevas asociaciones, en Sevilla, en Moscú y en la República Checa, que organizarán competiciones de aero-jóquey en sus respectivas ciudades.

### Campeonato de Europa
| Año                | Campeón           | Subcampeón              | Tercer clasificado |
| ------------------ | ----------------- | ----------------------- | ------------------ |
| 2006 (Individual)  | Goran Mitic       | Michael L. Rosen        | José Luis Camacho  |
| 2006 (Selecciones) | España            | República Checa         |                    |
| 2007 (Individual)  | José Luis Camacho | Sergey Antonov          | Sergio López       |
| 2007 (Selecciones) | Rusia             | España                  |                    |
| 2008               | Anulado           |                         |                    |
| 2009 (Individual)  | Ilya Semerkhanov  | Dmitriy Butyrev         | Sergey Khomchenkov |
| 2009 (Selecciones) | Rusia (Moscú)     | Rusia (San Petersburgo) |                    |

### Campeonato de Cataluña  (España)
| Año  | Campeón           | Subcampeón        | Tercer clasificado |
| ---- | ----------------- | ----------------- | ------------------ |
| 2003 | Pedro Otero       | Emilio Araujo     | Marc García        |
| 2004 | Marc García       | Sergio López      | José Luis Camacho  |
| 2005 | José Luis Camacho | Sergio López      | Marc García        |
| 2006 | José Luis Camacho | Marc García       | Javi Navarro       |
| 2007 | Marc García       | Mauro Sturlese    | Javi Navarro       |
| 2008 | Sergio López      | José Luis Camacho | Mauro Sturlese     |
| 2009 | Arnau Martín      | Sergio López      | Marc García        |

### Campeonato de Rusia
| Año  | Campeón          | Subcampeón        | Tercer clasificado |
| ---- | ---------------- | ----------------- | ------------------ |
| 2006 | Mauro Sturlese   | Igor Masloboev    | Sergey Grishin     |
| 2007 | Dimitriy Butyrev | Sergey Grishin    | Nikita Vaganov     |
| 2008 | Dimitriy Butyrev | Vadim Chizhevskiy | German Vargin      |